# 왓 포
왓 포(태국어: วัดโพธิ์์, Wat Pho)는 태국 방콕에 있는 불교 사원으로 공식적으로 "왓 프라 체투폰 위몬 망클라람 랏차워람아하위한" (วัดพระเชตุพนวิมลมังคลารามราชวรมหาวิหาร) 또는 간단하게 줄여서 ‘왓 포’라고 한다. 와불이 있어 와불사라고도 하며, 왕궁에 인접한 랏타나꼬씬 지구에 위치한 방콕 의 불교 사원이다. 아유타야 양식으로 지은 방콕에서 가장 오래된 사원인 동시에 최대 규모를 자랑하는 사원이다. 이 사원은 전통 타이 마사지의 탄생지로도 알려져 있다.

## 지리
왓 포는 방콕 랏따나꼬신(Ratana Kosin) 지역에 있는 짜오프라야강 동쪽에 있고, 방콕 왕궁에서 20에이커 남쪽에 위치해있다. 사원의 북쪽엔 타이 왕(Thai Wang) 로드, 동쪽엔 싸남 차이(Sanam Chai) 로드, 남쪽엔 쎄타칸(Setthakan) 로드, 서쪽엔 마하랏(Maharat) 로드가 있다.
사원은 크게 두 부분으로 나뉘는데, 예배를 하는 지역 (Buddhavas)과 스님들이 거주하는 거주 지역(Sangghavas)으로 나뉘어 진다. 전체 면적은 80,000m2으로 방콕에서 최대 규모를 가진 사원이다.

## 역사
왓 포는 방콕이 건설되기 전인 16세기에 만들어진 사원으로, 아유타야 양식으로 지은 방콕에서 가장 오래된 사원이다.
왓 포가 현재의 모습을 갖춘 것은 라마 1세 때로, 왕실의 전폭적인 지지 아래 증축되었다. 라마 1세는 방콕 왕궁으로 거처를 옮겼는데, 이 때 왕궁 주변으로 북쪽에는 왓 쌀락 (Wat Salak), 남쪽에는 왓 포다람 (Wat Phodharam)이 있었다고 한다. 1788년에 그는 왓 포다람의 복원 및 증축을 명했고, 이 작업은 7년 5개월 28일이 소요 되었다. 1801년에 첫 번째 복원 후 연회가 열렸는데, 여기서 이 사원을 "왓 프라 체투폰 위몬망끌라바스 (Wat Phra Chetuphon Vimolmangklavas)"라고 이름을 붙였다. 그리고 이 이름은 라마 4세때 다시 "왓 프라 체투폰 위몬망끌라람 (Wat Phra Chetuphon Vimolmangklaram)"으로 바뀐다. 전성기에는 500명의 승려와 750명의 수도승이 왓 포에 거주하며 수행했다.
라마 3세때 (재위 1824~1851) 이 사원의 복원을 다시 하게 되는데, 이번 복원은 16년 7개월 동안 진행된 가장 큰 규모의 작업이였다. 이 작업을 통해 남쪽 구역과 거대한 와불상이 있는 서쪽 구역을 확장하였다. 또한 미사카완 공원 (Missakawan Park), 프라 몬돕 (Phra Mondob, 도서관), 수행하는 장소들을 만들었다. 이러한 왕실의 후원을 바탕으로 개방 대학의 면모도 갖추게 되었다. 석판, 벽화, 조각 등으로 교재를 만들어 의학, 점성학, 식물학, 역사 등 다양한 학문을 교육했다. 태국 최초의 대학이었으며 자유로운 분위기에서 학문 수행이 가능했다고 한다.

## 건축물 및 볼거리

### 프라 우포사타 (Phra Uposatha)

#### 사원 입구

왓포 입구

사원으로 들어갈 수 있는 입구는 총 16개이다. 사원 입구에는 왕관 모양의 첨탑이 있는데 다양한 색깔의 꽃들이 모자이크 형식으로 장식되어있다. 중국식 도자기를 조각내서 장식했는데 라마 3세가 아주 좋아했다고 한다. 또한 입구 앞에는 무기를 든 문 앞을 지키는 중국 거인 석상이 서있다.

#### 대법전 (봇)
타논 쩨뚜폰에서 입구를 통해 사원에 들어서면 가장 먼저 만나게 되는 곳이다. 전형적인 아유타야 양식의 건축물로 1835년에 복원했으며, 아유타야에서 가져온 불상을 본존불로 모시고 있다. 대법전 기단부에는 대리석을 조각한 회랑이 있다. 모두 152개 장면으로 <라마끼안> (태국 버전의 ‘라마야나’. 라마야나는 인도의 유명한 대서사시)을 묘사했다. 왕궁의 벽화에 비해 화려하진 않지만 정교한 석조 부조를 볼 수 있다. 대법전은 불상 박물관 역할도 수행한다. 외벽을 따라 394개의 황동불상이 전시되어 있다. 전시물은 태국 불상 중 가장 아름답고 우아하다고 평가되는 아유타야와 수코타이 양식의 불상이 주를 이룬다.

### 프라 마하 사리탑 (Phra Maha Stupa)
사원 마당의 코너에는 4개의 탑이 있는데, 이 탑들은 “Phra Agghiya chedi”라고 부른다. Chedi는 불탑을 의미한다. 각각의 탑은 대리석 타일로 만들어졌다. 북동쪽, 남동쪽, 남서쪽, 북서쪽 4개의 코너는 각기 다른 수호신의 영역으로 정해져 있고, 4개의 탑 모두 이름이 다르다.

### 프라 라벵 (Phra Rabeng)
프라 라벵은 사원 안에 있는 통로로 사원의 네 구역 (Vihara)을 연결하고 사원의 뜰을 둘러싸고 있다. 프라 라벵을 통해 동, 서, 남, 북의 비하라를 갈 수 있는데 각 구역에서 불상들을 볼 수 있다.

### 프라 마하  (Phra Maha )

프라 마하 쩨디 - 4개의 불탑

대법전에서 와불상을 보러 가기 전에 들르게 되는 곳이다. 쩨디는 불탑을 의미한다. 도자기 조각을 발라 반짝이는 4개의 초대형 쩨디는 짜끄리 왕조 초기 왕들에게 헌정한 것이다. 녹색은 라마 1세, 흰색은 라마 2세, 노란색은 라마 3세, 파란색은 라마 4세를 상징한다. 4개의 초대형 쩨디 앞쪽의 사원 마당과 와불상을 모신 법당 사이에도 작은 쩨디들로 반짝인다. 모두 91개로 왕족들의 유해를 보관하고 있다.

### 사원 박물관
이 박물관에는 사원 복원과정에서 나온 귀중품들을 전시해 놓은 박물관이다. 1988년, 왕의 60번째 생일을 맞아 복원작업을 했다. 이 과정 중에 쩨디 안에서 귀중한 물품들이 많이 발견되었다. 그릇, 성유물함, 불교 교리를 적어놓은 사본과 보관함 등이 발견되었는데, 이 물품들의 모조품을 만들어 모조품을 쩨디 안에 보관하고 원래의 것들을 박물관에 보관하였다.

### 와불상

왓포 와불상

왓 포에서 가장 유명한 곳이다. 와불상은 태국에서 가장 큰 규모로 길이 46m, 높이 15m를 자랑한다. 석고 기단 위에 황금색으로 칠해진 와불은 열반에 든 부처의 모습을 형상화했다. 왓 포가 열반 사원이라는 불리는 이유도 와불 때문이다. 와불이 너무 커서 전체의 모습을 한번에 보기 힘들고 발바닥은 아래에 있어서 그나마 자세한 윤곽을 볼 수 있다. 발바닥에는 자개를 이용하여 그림을 그렸는데, 108번뇌를 묘사하고 있다.

### 프라 몬돕 (Phra Mondob)
프라 몬돕은 라마 3세 때 지어진 건축물이다. 박공지붕으로 사면을 둘러쌌고, 다양한 색깔의 도자기로 지붕을 꾸몄다. 이 공간 안에는 라마1세때 지어진 작은 도서관이 있는데, 불교의 성전이 보관되어있다. 이 건물 안에는 벽화가 그려져 있다. 현관 지붕 안쪽 벽에는 인도의 서사시 ‘라마야나’의 시작부분과 송크란의 전통에 대한 내용이 그려져 있다. 바깥 부분에는 “Kloang Lokaniti”라는 태국 시로 꾸며져 있다. 그리고 프라몬돕의 입구 양쪽에는 왓포 거인이 버티고 서있다. 프라 몬돕에는 다양한 볼거리를 전시해 놓았다. 다양한 스타일로 그려진 부처의 이미지, 성전, 책, 도자기, 크리스탈 공예품등을 볼 수 있다.

### 쌀라 깐 빠리엔(Sala Karnparien)

#### 쌀라 깐 빠리엔
쌀라 깐파리엔은 현재 명상이나 수업을 하는 용도로 쓰이는 건물이다. 아유타야 시대에 왓 폿하람 (Wat Phodharam)의 대법당으로 지어지고, 라마 3세에 다시 복구 시켰다. 과거에는 지옥과 12 악마를 그린 벽화가 있었다고 한다.

#### 미싸카완 공원 (Missakawan Park)
다양한 식물들과 중국식의 건물로 꾸며진 공원이다. 이 공원 안에는 라마 4세때 실론섬 (현 스리랑카)에서 가져온 스리 마하 포 나무가 있다. 공원에도  벽화가 있는데, 한 소설인 쌈 써야 쌈성(Samsung)의 장면들이 그려져있다

## 교통
- 버스

에어컨 버스 508번, 512번과 일반 버스 6번, 9번, 32번, 44번을 타면 왓 포 근처에서 하차 가능하다
- 수상보트 (Chao Phraya River Express)

Tha Tien 선착장에서 내려 타논 마하랏 (Thanon Maharat)에서 타논 쩨뚜폰 (Thanon Chetuphon)방향으로 도보 7분
- 도보

왕궁에서 출발할 경우, 타논 나프라란 (Thanon Na Phra Lan) - 타논 싸남차이 (Thanon Sanam Chai) - 타논 타이왕 (Thanon Thai Wang) 방향으로 도보 10분

## 관람 안내
- 입장료

5B (2012년 1월 1일부터 100B로 인상)
•입장료 2019년 1월 20일 기준 200바트 임
•입장료 2024년 1월 2일 기준 300바트 현금만 받음 알리페이 등등 안됨
- 연락처

0 2221 9911
- 관람시간

오전 8시 ~ 오후 5시 (매표 마감: 오후 4시)
- 주의사항

반바지와 슬리퍼 차림으로는 입장할 수 없다.

## 주변 볼거리

### 국립박물관
1000점이 넘는 소장품의 양과 전시물들의 역사적 가치로 동남아시아에서도 손꼽히는 박물관이다. 궁전을 박물관으로 이용한 것으로, 건물 자체가 갖는 건축·미학적 가치 또한 대단하다. 전시실이 여러 곳이기 때문에 한 번 둘러보는 데도 두세 시간 걸린다. 박물관은 태국 역사 개관실, 중앙 전시실, 제 1별관, 제 2별관으로 나누어져 있다. 보물, 무기 등 종류별로 전시되어 있을 뿐만 아니라, 아유타야 미술과 같이 시대순으로 구분된 전시실도 있다. 코스를 따라 돌다 보면 과거에서 현재로 미술사를 더듬어 볼 수 있다. 즉 스리비자야 미술과 같은 태국 민족의 국가 성립 이전부터 시작하여 쑤코타이 시대로 내려와, 현 왕조 시대로 이어지는 형식을 띤다.
전시실은 거리에서 떨어져 있어 외부 소음이 들리지 않는다. 또 차분히 전시품을 구경할 수 있도록 의자가 놓여 있어 휴식을 취할 수도 있다. 입구 옆 매점에서는 전시품에 대한 해설서와 선물용품 등을 판매하며, 관내에 카페가 신설되었다. 박물관 내에서는 사진 촬영이 금지되어 있다.

### 왓 프라깨우 (Wat Phra Kaew)

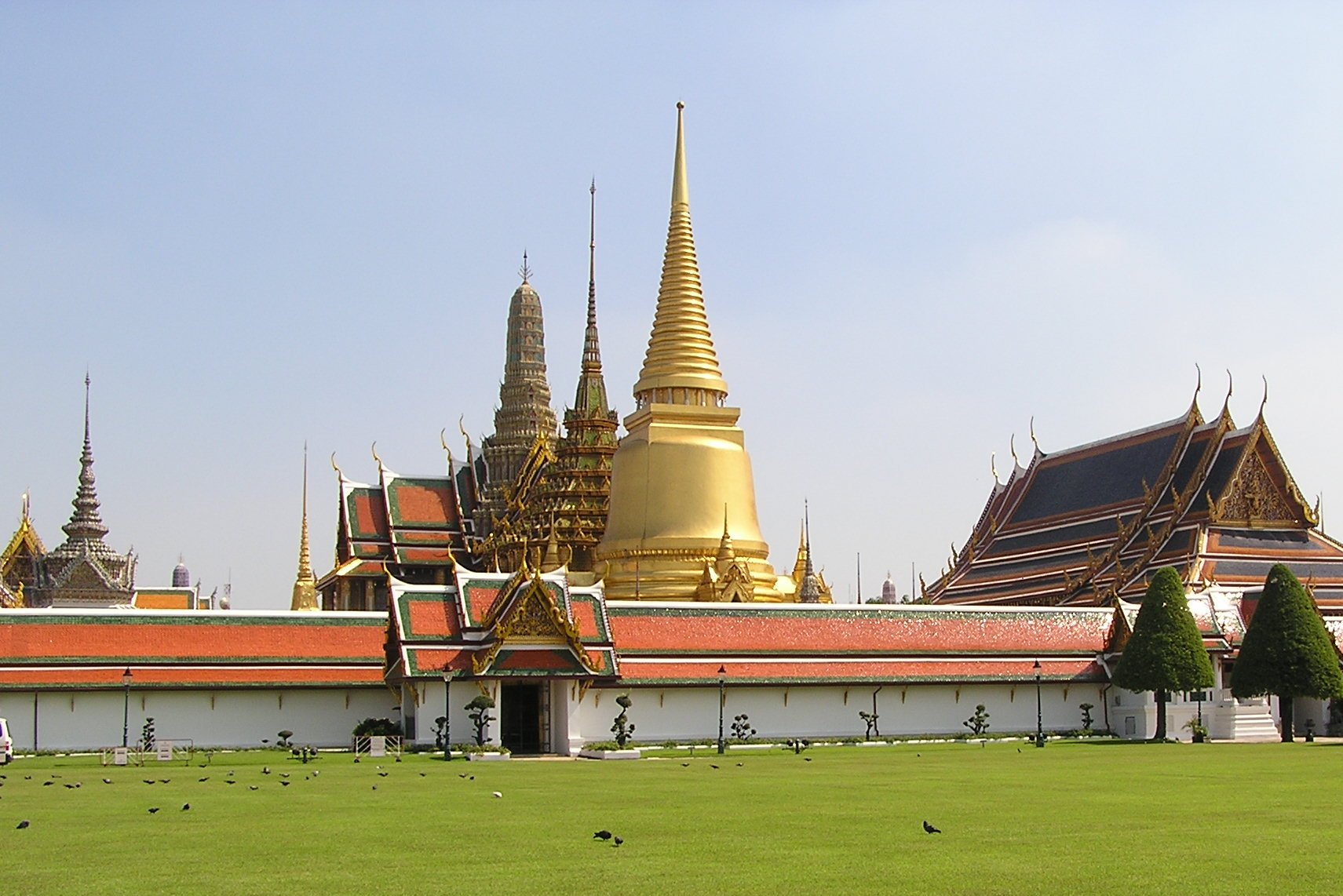
왓 프라깨우

휘황찬란함으로 무장한 왓 프라깨우는 라마1세가 방콕으로 수도를 정하며 만든 왕실 사원이다. 왕궁 안에 세운 왕실 전용 사원인데, 사원에 승려가 거주하지 않는 것이 특징이다. 태국에서 가장 신성시하는 불상인 '프라깨우 (Phra Kaew)'를 본존불로 모시고 있어 에메랄드 사원 (Emerald Temple)이라고 부른다.
- 프라 씨 라따나 쩨디 & 프라 몬돕 (Phra Si Ratana Chedi & Phra Mondop)

왓 프라깨우 내부에 들어서면 종 모양의 황금탑이 가장 먼저 눈에 띈다. 전형적인 스리랑카 양식의 범종으로 부처의 유골을 안치했다. 쩨디 오른쪽은 왕실의 도서관으로 쓰이던 프라몬돕이다. 불교 서적을 보관하고 있으나 일반인에게 공개하지 않는다
- 쁘라쌋 프라 텝 비돈 (Phrasat Phra Thep Bidon)

프라몬돕 오른쪽에 있는 법왕전이다. 라마 1세부터 시작된 짜끄리 왕조 역대 왕들의 동상을 실물 크기로 만들어 보관하고 있다.
- 봇 (대법전) (Bot)

왓 프라깨우에서 가장 크고 화려한 건물이다. 처음 건축당시 모습을 그대로 간직하고 있으며 태국에서 가장 신성한 불상인 프라깨우를 본존불로 모신다.

### 방콕 왕궁

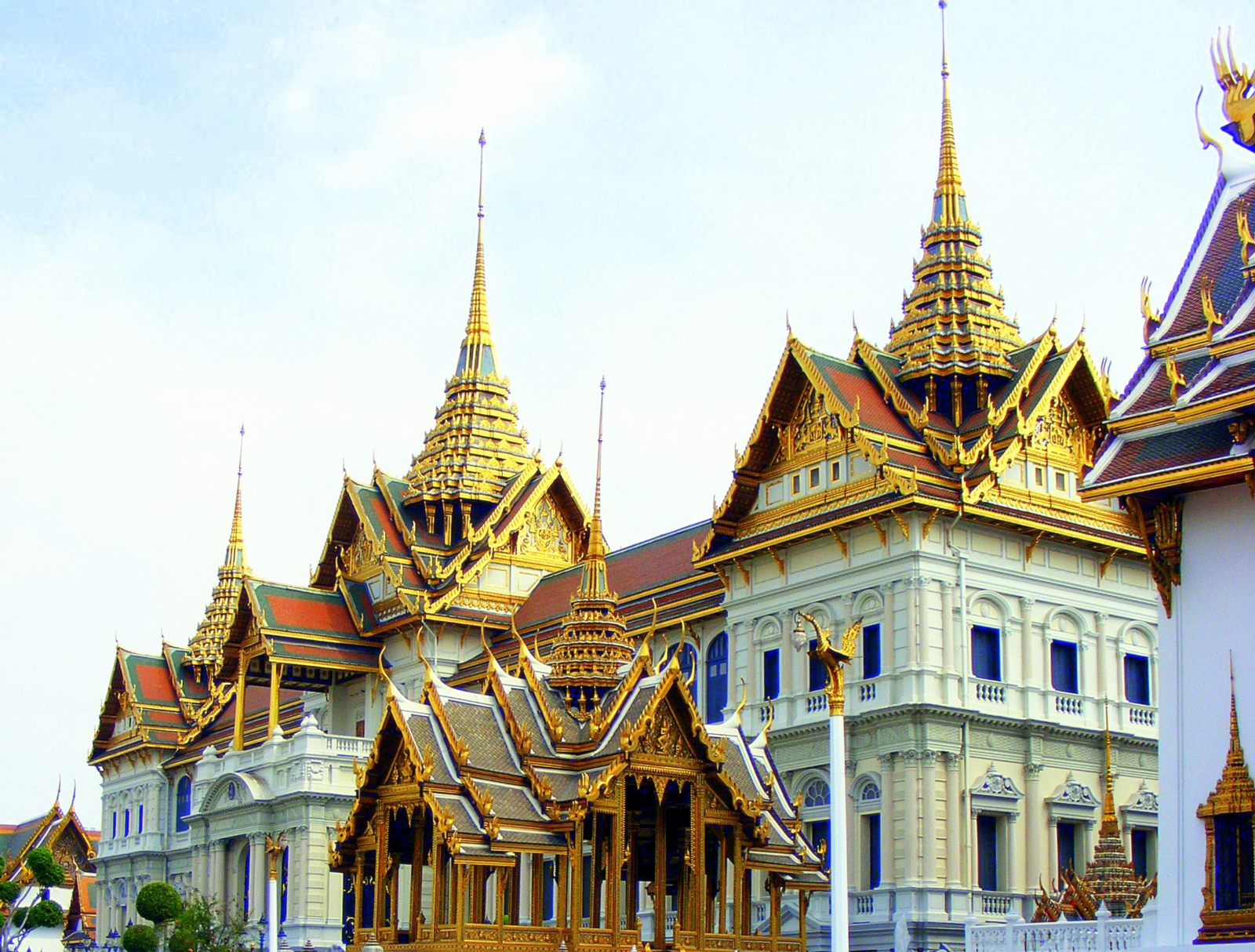
어전인 차끄리 마하쁘라쌋

왓 프라깨우와 더불어 방콕을 대표하는 볼거리다. 1782년, 짜오프라야강 서쪽의 톤부리에서 강 동쪽의 라따나꼬신으로 수도를 옮기며 건설한 짜끄리 왕조의 왕궁이다. 라마 1세부터 세운 왕궁은 새로운 왕들이 즉위할 때마다 건물을 신축하면서 현재의 모습으로 확장되었다. 국왕이 거주하던 궁전, 대관식에 사용되던 건물, 정부 청사, 내궁까지 들어선 방대한 규모이지만 일반인의 출입이 허용되는 곳은 극히 일부에 불과하다.
- 짜끄리 마하 쁘라쌋 (Chakri Maha Prasat)

왕궁 내부에서 가장 주목 받는 건물로, 왓 프라깨우에서 왕궁으로 들어서면 오른쪽에 보이는 건물이다. 유럽을 순방하고 돌아온 라마 5세가 만들어 르네상스 건축 양식을 가미하고 있다. 라마 5세부터 라마 6세까지 외국 사절단을 접견하고 연회를 베풀던 장소로 사용되었다.
- 두씻 마하 쁘라쌋 (Dusit Maha Prasat)

왕궁 부지에서 가장 오른쪽에 있으며, 라따나꼬신 시대의 건축 양식을 잘 반영한 건물로 평가받는다.

### 탐마삿 대학교 (Thammasat University)
쭐라롱껀 대학교와 더불어 태국 최고 명문대학으로 손꼽힌다. 프랑스에서 유학한 쁘리디 파놈용(Pridi Phanamyong)박사가 1934년에 설립했으며 법학, 정치학을 중심으로 민주주의에 관한 다양한 학부를 개설했다. 제2차 세계대전동안 일본의 아시아 침략에 반대하는 캠페인을 주도하고, 1970년대 군사 쿠데타에 대항하는 대규모 학생 시위를 탐마쌋 대학교에서 주도하게 되었다.

### 왓 마하탓 (Wat Mahathat)
왓 마하탓은 18세기에 지어진 사원으로 라마4세가 수행했을 정도로 명성이 자자하다. 대법전에만 승려1,000명이 수행 가능할 정도의 규모를 가지고 있다. 사원은 건축적인 완성도나 화려함보다 태국 최고의 불교대학으로서의 가치가 높다. 수많은 승려들이 사원의 불교대학에서 수행하고 있으며, 라오스, 캄보디아, 베트남에서 온 승려들도 많다.

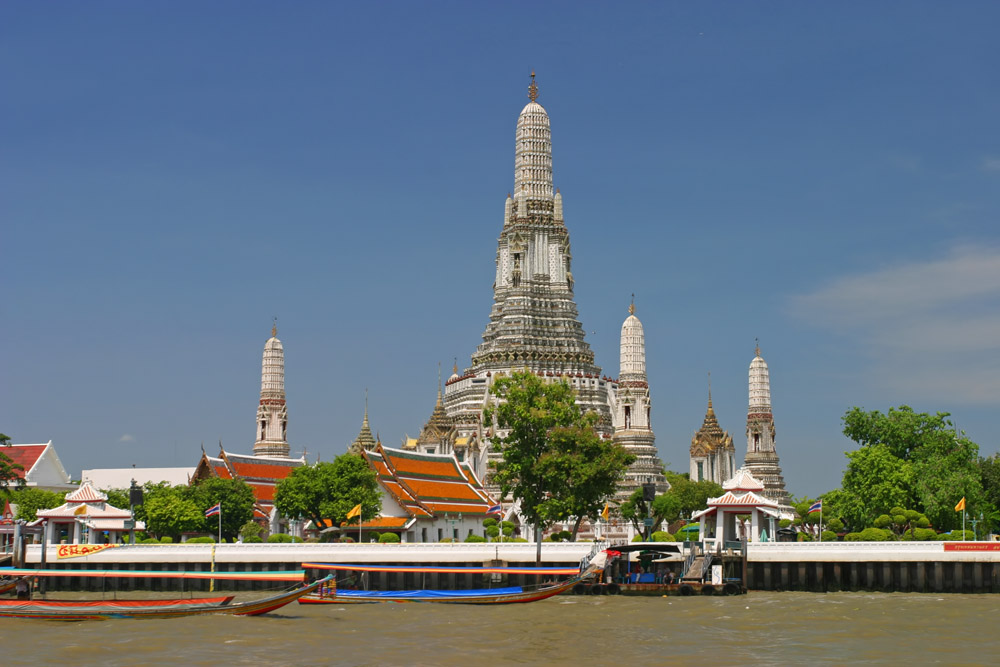
차오프라야 강의 왓 아룬

### 왓 아룬 (Wat Arun)
왓 아룬은 왓 포에서 짜오프라야강을 건넌 톤부리에 위치해 있다. 톤부리 왕조의 탁신 왕이 건설한 사원으로, 수도를 톤부리에서 방콕으로 옮기기 전에는 현재 왓 프라깨오에 있는 에메랄드 불상이 이 절에 안치되어 있었다고 한다. 사원의 이름은 '새벽의 사원'이라는 뜻인데 새벽의 햇빛을 받으면 프랑(탑)의 도자기 장식이 형형색색을 띄며 빛나 강 건너편까지 빛을 비추므로 이런 이름이 붙었다. 경내에는 높이 약 30m의 프랑 4개가 사방으로 배치되어 있고, 그 중앙에 크기 74m, 둘레 234m의 대프랑이 솟아 있다. 대프랑 내부에는 힌두교의 상징인 '에라완'과 힌두의 신 '안드라'의 상이 있다. 석가모니의 일생을 나타내는 4개의 불상도 인상적이다. 태국의 10 밧짜리 동전에 등장할 정도로 태국 국민에게 친숙한 사원이다.

## 갤러리

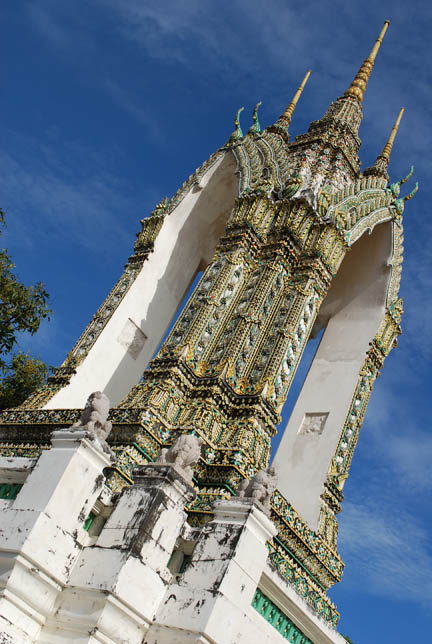
왓 포의 종탑
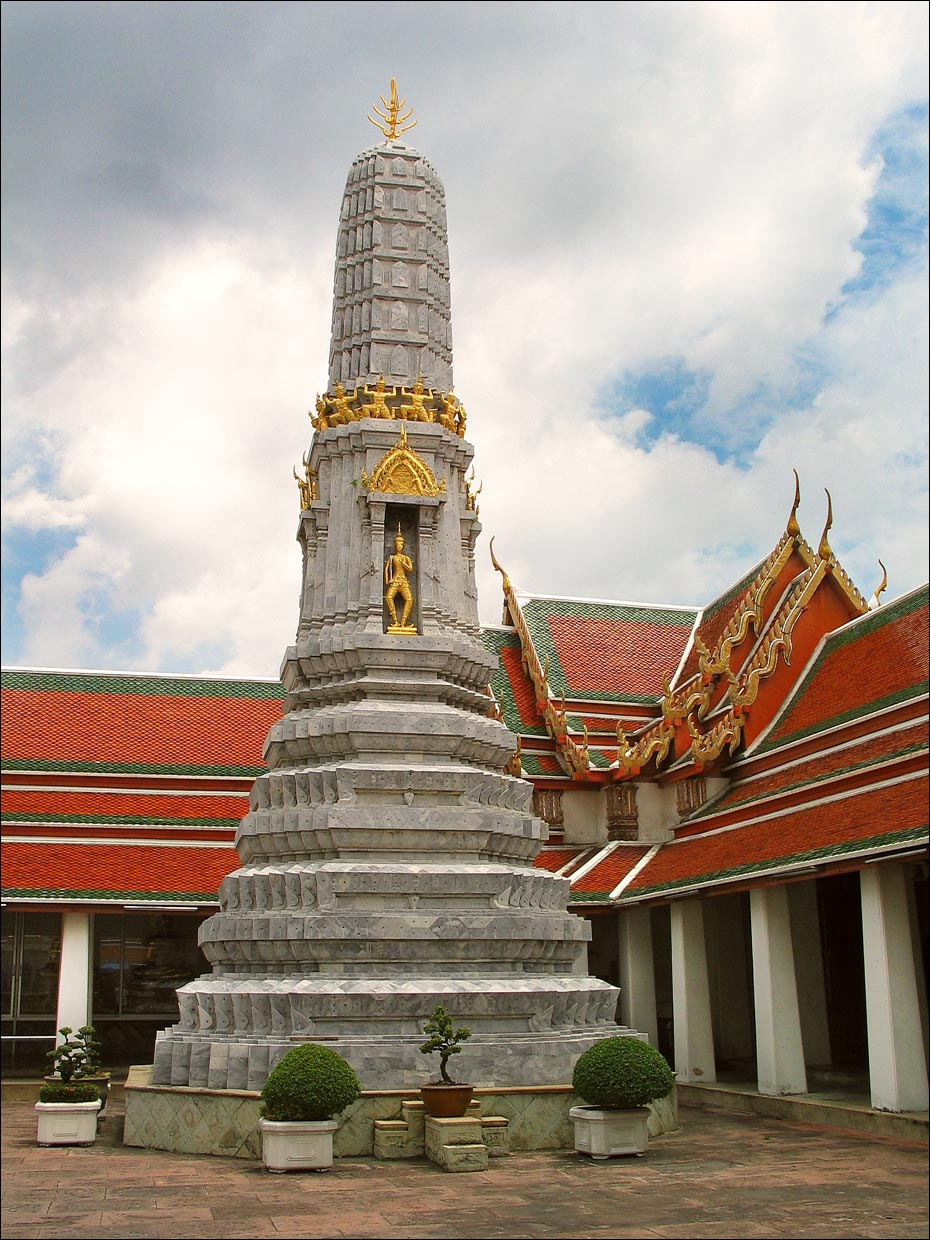
내원의 쁘랑
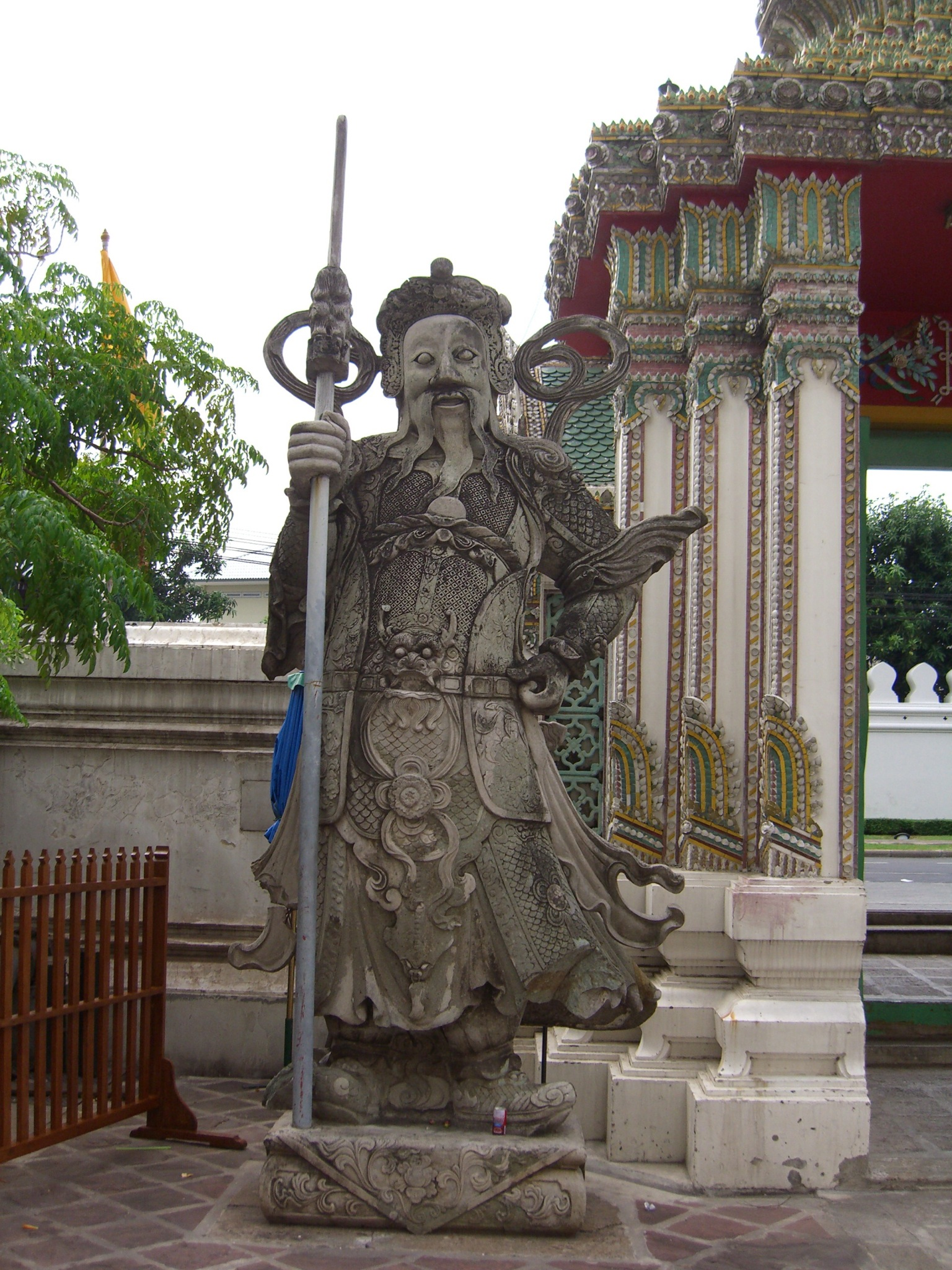
입구의 돌석상
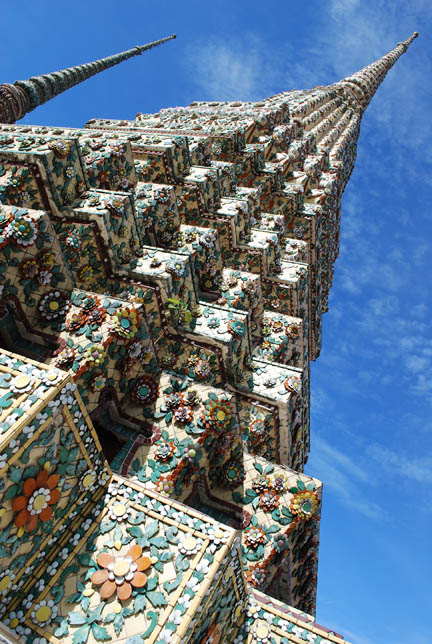
왓포의 체디
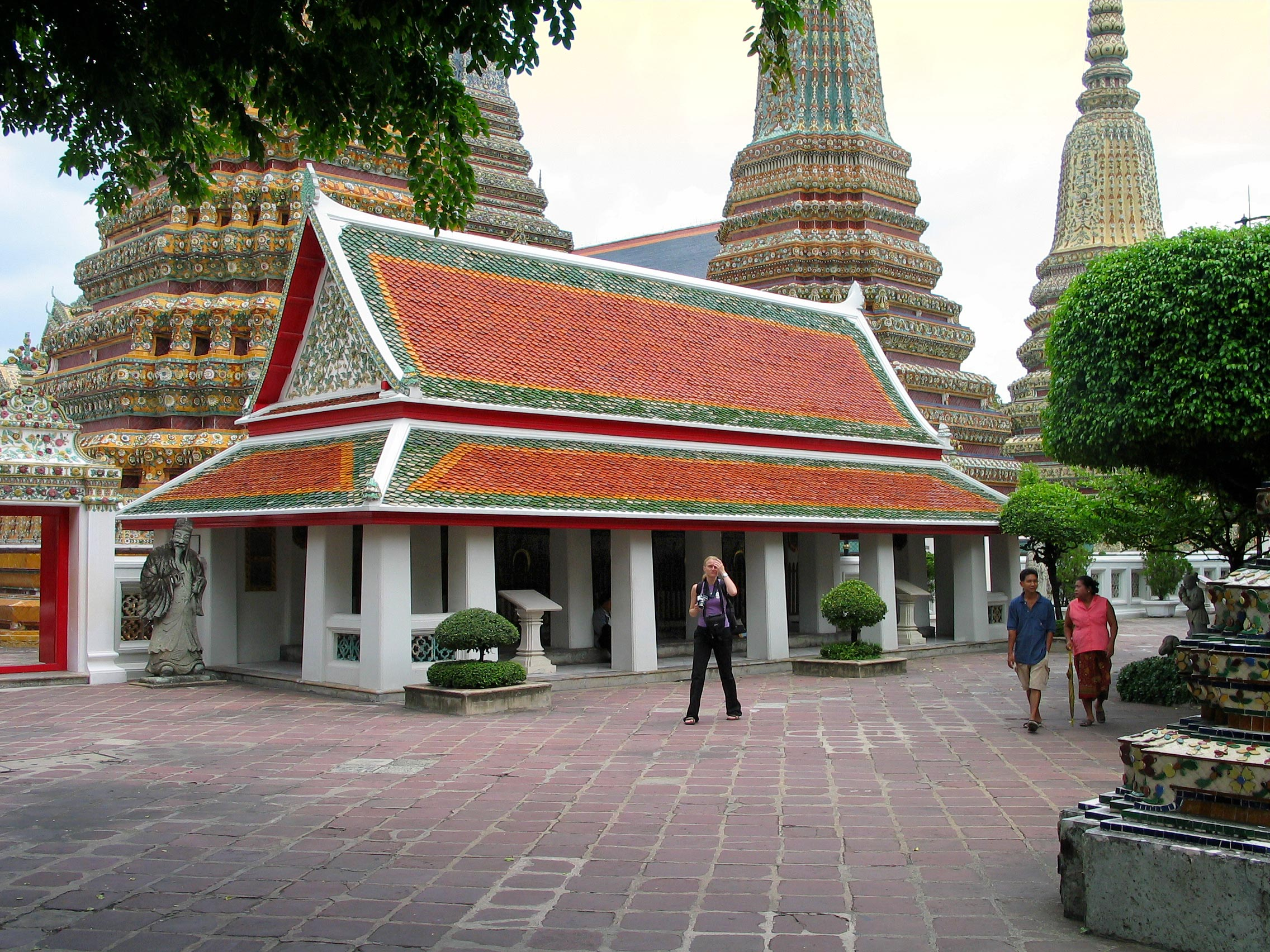
의학관
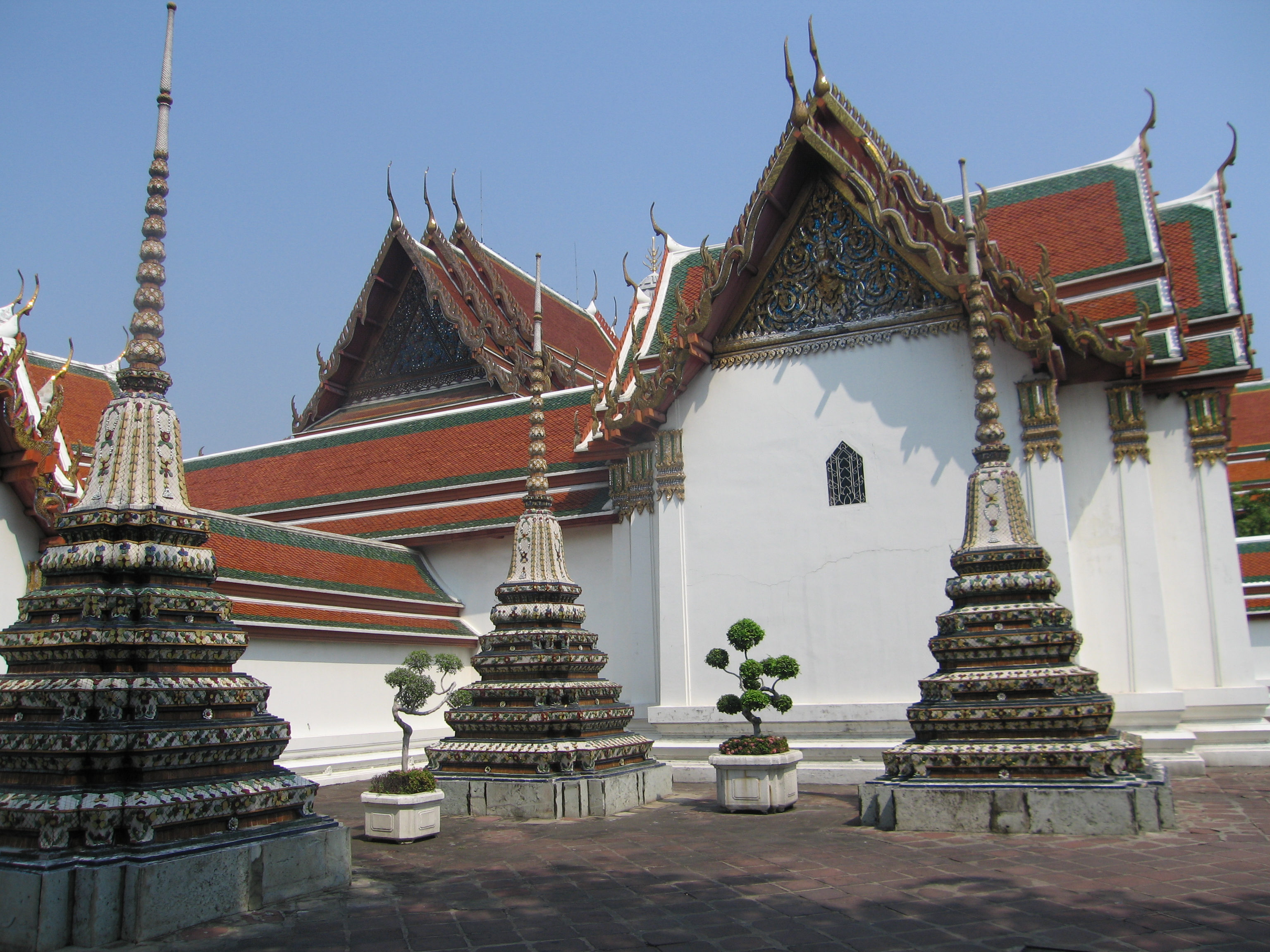
프라 라비엥 회랑 근처의 체디
- 왕궁과 왓포의 하이라이트

## 같이 보기
- 왓 프라깨오
- 왓 아룬